# Château de Kerguesténen
Le château de Kerguesténen est un édifice situé à Gestel, en France.

## Situation
Le château est situé sur le territoire de la commune de Gestel, au lieu-dit Kerguesténen, dans le département du Morbihan, en région Bretagne.

## Description
Le château date du XIXe siècle, il est détruit en 1944. Il comportait un corps de logis central à étage carré à trois travées et toit en croupe ; deux ailes latérales en avancée à étage en surcroît étaient couvertes d'un toit en croupe. À ce plan symétrique en U sont venus s'ajouter en prolongement des ailes deux pavillons postérieurs, de plan massé, couverts d'un toit en pavillon. Le plan du château était complété de deux petits communs latéraux en rez-de-chaussée perpendiculaires aux ailes latérales. Les chaînes d'angle des ailes latérales et les encadrements des baies étaient soulignés par des pilastres. Les lucarnes avaient des frontons moulurés et sculptés. Toiture  à longs pans recouverte d'ardoises.

## Histoire
Le château est édifié à la fin du XIXe siècle à l'emplacement d'une construction plus ancienne figurant sur le plan cadastral de 1818 et dont un pigeonnier, encore en place en 1972, était l'unique témoin. Lors de la Seconde Guerre mondiale, il est entièrement détruit, remplacé par une maison que les descendants des propriétaires ont fait construire dans les années 1950.
Il est inscrit à l'inventaire général du patrimoine culturel.